# Henry Augustus Smyth
Henry Augustus Smyth (25 novembre 1825 - 19 septembre 1906) est un officier supérieur de l'armée britannique. Il est le fils de l'amiral William Henry Smyth et le frère de l'astronome Charles Piazzi Smyth et du géologue Sir Warington Wilkinson Smyth. Parmi ses sœurs, Henrietta épouse le théologien Baden Powell et Georgiana l'anatomiste Sir William Henry Flower.

## Biographie

### Carrière militaire
Né le 25 novembre 1825 à Westminster et éduqué à l'école de Bedford, Smyth est nommé sous-lieutenant dans l'Artillerie royale en 1843 . Il sert pendant la guerre de Crimée et est présent au siège de Sébastopol . Il devient commandant de la garnison et du district militaire de Woolwich en 1882 et officier général commandant les troupes en Afrique du Sud en 1886 . En 1888, Smyth rassemble une armée de 2 000 hommes et part pour le Zoulouland pour y réprimer une rébellion .
Smyth devient gouverneur par intérim de la colonie du Cap ainsi que haut-commissaire par intérim pour l'Afrique australe en 1889 . Il devient gouverneur de Malte en 1890 avant de prendre sa retraite en 1893 .

## Famille
Le 14 avril 1874 à Lillington, Warwickshire, il épouse Helen Constance Greaves (1845–1932), fille de John Whitehead Greaves et sœur de John Ernest Greaves. Ils n'ont pas d'enfants. Smyth meurt le 18 septembre 1906 à Stone, Buckinghamshire, et y est enterré .